# Balabiott
Balabiott è un termine mutuato dalla lingua lombarda, traducibile in "danza nudo", per definire un guitto oppure una persona facile a mostrare entusiasmo e sicurezza, ma di scarsa capacità realizzativa e dubbia integrità morale.

## Significato moderno
L'accezione attualmente utilizzata di balabiott nacque nel 1796, durante le fasi costituenti della Repubblica Cispadana, dopo la conquista dei territori italiani fatta dall'esercito rivoluzionario francese, guidato da Napoleone Bonaparte. In quei mesi di grandi rivolgimenti sociali, come in tutte le città europee liberate dalle istituzioni assolutiste, anche a Milano venne piantato l'albero della libertà, una sorta di palo addobbato con ghirlande e nastri, sormontato da un rosso cappello frigio, simbolo della Rivoluzione francese. Sotto questi "alberi" la gente era invitata a ballare al suono di musiche patriottiche. Si trattava di balli privi di formalità tradizionali, ai quali partecipava soprattutto la fascia di popolazione più umile e indigente, spesso composta da scamiciati e straccioni seminudi. Da cui l'appellativo balabiott.
Altre fonti, più credibilmente, attribuiscono una valenza politica a balabiott, ritenendo sia la versione lombarda di sanculotto, italianizzazione del termine francese sans-culottes, cioè privi di pantaloni portati dall'aristocrazia. In effetti, i balli intorno all'albero della libertà, iniziavano con la celebre danza della Carmagnola, per eseguire la quale venivano spesso scritturati attori di strada, a scopo dimostrativo e di richiamo, vestiti da sanculotti.
All'inizio del XX secolo il termine balabiott fu anche utilizzato dai contadini ticinesi per designare la comunità eterogenea di utopisti/vegetariani/naturisti/teosofi insediatasi sulle pendici del monte Monescia. Tale comunità si ispirava alle teorie di Bakunin, Mühsam (famosi anarchici), Oedenkoven, Ida Hofman e Gräser (socialisti utopici), Franz Hartmann e Pioda (teosofi ed umanisti vegetariani), von Laban (teorico della "riforma della vita"). La comunità degli utopisti del Monte Verità (così venne rinominato il monte), era finanziata soprattutto dalla nobiltà nordeuropea, affascinata dalle teorie che miravano all'elevazione spirituale e fisica dell'uomo, anche attraverso l'espressione artistica dei corpi e la rivoluzione sessuale. Gli abitanti locali, in effetti, osservavano con perplessità, gli atteggiamenti anticonformisti dei membri della comunità del monte e, a causa del loro comportamento, li avevano sbrigativamente catalogati come stolti.